# Verenigde Staten op de Olympische Zomerspelen 2008
De Verenigde Staten namen deel aan de Olympische Zomerspelen 2008 in Peking, China. De Verenigde Staten debuteerde op de eerste Zomerspelen in 1896 en deed in 2008 voor de 25e keer mee. Voor het eerst sinds Atlanta 1996 werd het medailleklassement niet gewonnen. Wel haalde de Verenigde Staten het grootst aantal medailles in totaal; 110 stuks, terwijl China, de winnaar van het medailleklassement, op 100 stuks eindigde.

## Medailleoverzicht
| Sport        | Olympiër | Discipline                    | Medaille |
| ------------ | --- | ----------------------------- | -------- |
| Atletiek     | LaShawn Merritt | 400 m (m)                     | Goud     |
| Atletiek     | LaShawn Merritt David Neville Angelo Taylor Jeremy Wariner                                                                           | 4x 400 m (m)                  | Goud     |
| Atletiek     | Angelo Taylor | 400 m horden (m)              | Goud     |
| Atletiek     | Bryan Clay | tienkamp (m)                  | Goud     |
| Atletiek     | Allyson Felix Monique Henderson Sanya Richards Mary Wineberg                                                                         | 4x 400 m (v)                  | Goud     |
| Atletiek     | Dawn Harper | 100 m horden (v)              | Goud     |
| Atletiek     | Stephanie Brown Trafton | discuswerpen (v)              | Goud     |
| Basketbal    | Olympisch team | mannen                        | Goud     |
| Basketbal    | Olympisch team | vrouwen                       | Goud     |
| Gymnastiek   | Nastia Liukin | meerkamp (v)                  | Goud     |
| Gymnastiek   | Shawn Johnson | balk (v)                      | Goud     |
| Roeien       | Erin Cafaro Anne Cummins Caryn Davies Susan Francia Anna Goodale Caroline Lind Elle Logan Lindsay Shoop Mary Whipple                 | acht (v)                      | Goud     |
| Paardensport | McLain Ward Laura Kraut Will Simpson Beezie Madden                                                                                   | springconcours team           | Goud     |
| Schermen     | Mariel Zagunis | sabel (v)                     | Goud     |
| Schietsport  | Walton Eller | dubbeltrap (m)                | Goud     |
| Schietsport  | Vincent Hancock | skeet (m)                     | Goud     |
| Tennis       | Serena Williams Venus Williams | dubbelspel (v)                | Goud     |
| Voetbal      | Olympisch team | vrouwen                       | Goud     |
| Volleybal    | Olympisch team | mannen                        | Goud     |
| Volleybal    | Philip Dalhausser Todd Rogers | beachvolleybal (m)            | Goud     |
| Volleybal    | Misty May-Treanor Kerri Walsh | beachvolleybal (v)            | Goud     |
| Wielersport  | Kristin Armstrong | wegtijdrit (v)                | Goud     |
| Worstelen    | Henry Cejudo | vrije stijl, tot 55 kg (m)    | Goud     |
| Zeilen       | Anna Tunnicliffe | Laser radial klasse (v)       | Goud     |
| Zwemmen      | Michael Phelps | 200 m vrij (m)                | Goud     |
| Zwemmen      | Michael Phelps | 100 m vlinder (m)             | Goud     |
| Zwemmen      | Michael Phelps | 200 m vlinder (m)             | Goud     |
| Zwemmen      | Michael Phelps | 200 m wissel (m)              | Goud     |
| Zwemmen      | Michael Phelps | 400 m wissel (m)              | Goud     |
| Zwemmen      | Aaron Peirsol | 100 m rug (m)                 | Goud     |
| Zwemmen      | Ryan Lochte | 200 m rug (m)                 | Goud     |
| Zwemmen      | Michael Phelps Garrett Weber-Gale Cullen Jones Jason Lezak Nathan Adrian Benjamin Wildman-Tobriner Matt Grevers                      | 4x 100 m vrij (m)             | Goud     |
| Zwemmen      | Michael Phelps Ricky Berens Klete Keller Ryan Lochte Peter Vanderkaay Erik Vendt David Walters                                       | 4x 200 m vrij (m)             | Goud     |
| Zwemmen      | Michael Phelps Jason Lezak Aaron Peirsol Brendan Hansen Matt Grevers * Garrett Weber-Gale * Ian Crocker * Mark Gangloff *            | 4x 100 m wissel (m)           | Goud     |
| Zwemmen      | Natalie Coughlin | 100 m rug (v)                 | Goud     |
| Zwemmen      | Rebecca Soni | 200 m school (v)              | Goud     |
| Atletiek     | Shawn Crawford | 200 m (m)                     | Zilver   |
| Atletiek     | Jeremy Wariner | 400 m (m)                     | Zilver   |
| Atletiek     | David Payne | 110 m horden (m)              | Zilver   |
| Atletiek     | Kerron Clement | 400 m horden (m)              | Zilver   |
| Atletiek     | Christian Cantwell | kogelstoten (m)               | Zilver   |
| Atletiek     | Allyson Felix | 200 m (v)                     | Zilver   |
| Atletiek     | Sheena Tosta | 400 m horden (v)              | Zilver   |
| Atletiek     | Shalane Flanagan | 10.000 meter (v)              | Zilver   |
| Atletiek     | Jennifer Stuczynski | polsstokhoogspringen (v)      | Zilver   |
| Atletiek     | Hyleas Fountain | zevenkamp (v)                 | Zilver   |
| Gymnastiek   | Jonathan Horton | rekstok (m)                   | Zilver   |
| Gymnastiek   | Shawn Johnson | meerkamp (v)                  | Zilver   |
| Gymnastiek   | Shawn Johnson | vloer (v)                     | Zilver   |
| Gymnastiek   | Nastia Liukin | balk (v)                      | Zilver   |
| Gymnastiek   | Nastia Liukin | brug ongelijk (v)             | Zilver   |
| Gymnastiek   | Shawn Johnson Nastia Liukin Chelsie Memmel Samantha Peszek Alicia Sacramone Bridget Sloan                                            | meerkamp team (v)             | Zilver   |
| Paardensport | Gina Miles | eventing                      | Zilver   |
| Roeien       | Michelle Guerette | skiff (v)                     | Zilver   |
| Schermen     | Tim Morehouse Jason Rogers Keeth Smart James Williams                                                                                | sabel team (m)                | Zilver   |
| Schermen     | Sada Jacobson | sabel (v)                     | Zilver   |
| Schermen     | Emily Cross Erinn Smart Hanna Thompson                                                                                               | floret team (v)               | Zilver   |
| Schietsport  | Matthew Emmons | 50 m geweer liggend (m)       | Zilver   |
| Schietsport  | Kimberly Rhode | skeet (v)                     | Zilver   |
| Softbal      | Olympisch team | vrouwen                       | Zilver   |
| Taekwondo    | Mark Lopez | tot 68 kg (m)                 | Zilver   |
| Volleybal    | Olympisch team | vrouwen                       | Zilver   |
| Waterpolo    | Olympisch team | mannen                        | Zilver   |
| Waterpolo    | Olympisch team | vrouwen                       | Zilver   |
| Wielersport  | Mike Day | bmx (m)                       | Zilver   |
| Zeilen       | Zach Reiley | finn klasse (m)               | Zilver   |
| Zwemmen      | Matt Grevers | 100 m rug (m)                 | Zilver   |
| Zwemmen      | Aaron Peirsol | 200 m rug (m)                 | Zilver   |
| Zwemmen      | Dara Torres | 50 m vrij (v)                 | Zilver   |
| Zwemmen      | Katie Hoff | 400 m vrij (v)                | Zilver   |
| Zwemmen      | Margaret Hoelzer | 200 m rug (v)                 | Zilver   |
| Zwemmen      | Rebecca Soni | 100 m school (v)              | Zilver   |
| Zwemmen      | Christine Magnuson | 100 m vlinder (v)             | Zilver   |
| Zwemmen      | Natalie Coughlin Dara Torres Lacey Nymeyer Kara Lynn Joyce Emily Silver Julia Smit                                                   | 4x 100 m vrij (v)             | Zilver   |
| Zwemmen      | Nathalie Coughlin Dara Torres Rebecca Soni Christine Magnuson Margaret Hoelzer * Elaine Breeden * Megan Jendrick * Kara Lynn Joyce * | 4x 100 m wissel (v)           | Zilver   |
| Atletiek     | Walter Dix | 100 m (m)                     | Brons    |
| Atletiek     | Walter Dix | 200 m (m)                     | Brons    |
| Atletiek     | David Neville | 400 m (m)                     | Brons    |
| Atletiek     | David Oliver | 110 m horden (m)              | Brons    |
| Atletiek     | Bershawn Jackson | 400 m horden (m)              | Brons    |
| Atletiek     | Derek Miles | Polsstokhoogspringen (m)      | Brons    |
| Atletiek     | Sanya Richards | 400 m (v)                     | Brons    |
| Atletiek     | Chaunte Howard | Hoogspringen (v)              | Brons    |
| Boksen       | Deontay Wilder | zwaargewicht (tot 91 kg) (m)  | Brons    |
| Gymnastiek   | Alexander Artemev Raj Bhavsar Joe Hagerty Jonathan Horton Justin Spring Tan Kai-Wen                                                  | meerkamp team (m)             | Brons    |
| Gymnastiek   | Nastia Liukin | vloer (v)                     | Brons    |
| Honkbal      | Olympisch team | mannen                        | Brons    |
| Judo         | Ronda Rousey | tot 70 kg (v)                 | Brons    |
| Paardensport | Beezie Madden | sprongconcours                | Brons    |
| Roeien       | Wyatt Alan Micah Boyd Steven Coppola Beau Hoopman Josh Inman Marcus McElhenney Matt Schnobrich Bryan Volpenhein Daniel Walsh         | acht (m)                      | Brons    |
| Schermen     | Rebecca Ward | sabel (v)                     | Brons    |
| Schermen     | Rebecca Ward Sada Jacobson Mariel Zagunis                                                                                            | sabel team (v)                | Brons    |
| Schieten     | Jason Turner | 10 m luchtpistool (m)         | Brons    |
| Schieten     | Corey Cogdell | trap (v)                      | Brons    |
| Taekwondo    | Steven Lopez | tot 80 kg (m)                 | Brons    |
| Taekwondo    | Diana Lopez | tot 57 kg (v)                 | Brons    |
| Tennis       | Bob Bryan Mike Bryan | dubbelspel (m)                | Brons    |
| Wielersport  | Levi Leipheimer | wegtijdrit (m)                | Brons    |
| Wielersport  | Donny Robinson | bmx (m)                       | Brons    |
| Wielersport  | Jill Kintner | bmx (v)                       | Brons    |
| Worstelen    | Adam Wheeler | grieks-romeins, tot 96 kg (m) | Brons    |
| Worstelen    | Randi Miller | vrije stijl, tot 63 kg (v)    | Brons    |
| Zwemmen      | Jason Lezak | 100 m vrij (m)                | Brons    |
| Zwemmen      | Peter Vanderkaay | 200 m vrij (m)                | Brons    |
| Zwemmen      | Larsen Jensen | 400 m vrij (m)                | Brons    |
| Zwemmen      | Ryan Lochte | 200 m wissel (m)              | Brons    |
| Zwemmen      | Ryan Lochte | 400 m wissel (m)              | Brons    |
| Zwemmen      | Natalie Coughlin | 100 m vrij (v)                | Brons    |
| Zwemmen      | Natalie Coughlin | 200 m wissel (v)              | Brons    |
| Zwemmen      | Margaret Hoelzer | 100 m rug (v)                 | Brons    |
| Zwemmen      | Katie Hoff | 400 m wissel (v)              | Brons    |
| Zwemmen      | Natalie Coughlin Katie Hoff Allison Schmitt Caroline Burckle Christine Marshall * Julia Smit * Kim Vandenberg *                      | 4x 200 m vrij (v)             | Brons    |

## Deelnemers en resultaten
(m) = mannen, (v) = vrouwen 

### Basketbal
| Olympiër | Discipline | Resultaat | Prestatie |
| --- | ---------- | --------- | --- |
| Carmelo Anthony Carlos Boozer Chris Bosh Kobe Bryant Dwight Howard LeBron James Jason Kidd Chris Paul Tayshaun Prince Michael Redd Dwyane Wade Deron Williams                 | mannen     | Goud      | groepsfase: 101- 79 Verenigde Staten - China 97- 76 Verenigde Staten - Angola 92- 69 Verenigde Staten - Griekenland 119- 82 Verenigde Staten - Spanje 106- 57 Verenigde Staten - Duitsland kwartfinale: 116- 85 Verenigde Staten - Australië halve finale: 101- 81 Verenigde Staten - Argentinië finale: 118-107 Verenigde Staten - Spanje |
| |            |           | |
| Seimone Augustus Sue Bird Tamika Catchings Sylvia Fowles Kara Lawson Lisa Leslie DeLisha Milton-Jones Candace Parker Cappie Pondexter Katie Smith Diana Taurasi Tina Thompson | vrouwen    | Goud      | groepsfase: 97-57 Verenigde Staten - Tsjechië 108-63 Verenigde Staten - China 97-41 Verenigde Staten - Mali 93-55 Verenigde Staten - Spanje 96-60 Verenigde Staten - Nieuw-Zeeland kwartfinale: 104-60 Verenigde Staten - Zuid-Korea halve finale: 67-52 Verenigde Staten - Rusland finale: 92-65 Verenigde Staten - Australië             |

### Honkbal
| Olympiër | Discipline | Resultaat | Prestatie |
| --- | ---------- | --------- | --- |
| Brett Anderson Jake Arrieta Brian Barden Matt Brown Trevor Cahill Jeremy Cummings Brian Deunsing Jason Donald Dexter Fowler John Gall Mike Hessman Kevin Jepsen Brandon Knight Michael Koplove Matt Laporta Lou Marson Brian Neal Jayson Nix Nate Schierholtz Jeff Stevens Stephan Strasburg Taylor Teagarden Terry Tiffee Casey Weathers | mannen     | Brons     | groepsfase: 7-8 Verenigde Staten - Zuid-Korea 7-0 Verenigde Staten - Nederland 4-5 Verenigde Staten - Cuba 5-4 Verenigde Staten - Canada 9-1 Verenigde Staten - China 4-2 Verenigde Staten - Chinees Taipei 4-2 Verenigde Staten - Japan halve finale: 2-10 Verenigde Staten - Cuba bronzen finale: 8-4 Verenigde Staten - Japan |

### Softbal
| Olympiër | Discipline | Resultaat | Prestatie |
| --- | ---------- | --------- | --- |
| Monica Abbott Laura Berg Crystl Bustos Andrea Duran Jennie Finch Tairia Flowers Vicky Galindo Lovieanne Jung Kelly Kretschman Lauren Lappin Caitlin Lowe Jessica Mendoza Stacey Nuveman Cat Osterman Natasha Watley | vrouwen    | Zilver    | groepsfase: 11-0 Verenigde Staten - Venezuela 3- 0 Verenigde Staten - Australië 7- 0 Verenigde Staten - Japan 8- 1 Verenigde Staten - Canada 7- 0 Verenigde Staten - Chinees Taipei 8- 0 Verenigde Staten - Nederland 9- 0 Verenigde Staten - China halve finale: 4- 1 Verenigde Staten - Japan finale: 1- 3 Verenigde Staten - Japan |

### Voetbal
| Olympiër | Discipline | Resultaat | Prestatie |
| --- | ---------- | --------- | --- |
| Nicole Barnhart Shannon Boxx Rachel Buehler Lori Chalupny Lauren Cheney Stephanie Cox Tobin Heath Angela Hucles Natasha Kai Carli Lloyd Kate Markgraf Heather Mitts Heather O'Reilly Christie Rampone Amy Rodriguez Hope Solo Lindsay Tarpley Aly Wagner | vrouwen    | Goud      | groepsfase: 0-2 Verenigde Staten - Noorwegen 1-0 Verenigde Staten - Japan 4-0 Verenigde Staten - Nieuw-Zeeland kwartfinale: 2-1 nv Verenigde Staten - Canada halve finale: 4-2 Verenigde Staten - Japan finale: 1-0 nv Verenigde Staten - Brazilië |

### Volleybal
| Olympiër | Discipline | Resultaat | Prestatie |
| --- | ---------- | --------- | --- |
| Lloy Ball Gabe Gardner Kevin Hansen Tom Hoff Rich Lambourne David Lee Ryan Millar Reid Priddy Sean Rooney Riley Salmon Clay Stanley Scott Touzinsky                                       | mannen     | Goud      | groepsfase: 3-2 Verenigde Staten - Venezuela 3-1 Verenigde Staten - Italië 3-1 Verenigde Staten - Bulgarije 3-0 Verenigde Staten - China 3-0 Verenigde Staten - Japan kwartfinale: 3-2 Verenigde Staten - Rusland halve finale: 3-2 Verenigde Staten - Rusland finale: 3-1 Verenigde Staten - Brazilië |
| |            |           | |
| Lindsay Berg Heather Brown Nicole Davis Kimberly Glass Tayyiba Haneef-Park Jennifer Joines Robyn Ah Mow-Santos Ogonna Nnamani Danielle Scott-Arrude Stacy Sykora Logan Tom Kim Willoughby | vrouwen    | Zilver    | groepsfase: 3-1 Verenigde Staten - Japan 0-3 Verenigde Staten - Cuba 3-1 Verenigde Staten - Venezuela 3-2 Verenigde Staten - China 3-2 Verenigde Staten - Polen kwartfinale: 3-2 Verenigde Staten - Italië halve finale: 3-0 Verenigde Staten - Cuba finale: 1-3 Verenigde Staten - Brazilië           |

### Waterpolo
| Olympiër | Discipline | Resultaat | Prestatie |
| --- | ---------- | --------- | --- |
| Tony Azevedo Ryan Bailey Laybe Beaubien Brandon Brooks Peter Hudnut Tim Hutten James Krumpholz Rick Merlo Merill Moses Jeffrey Powers Jesse Smith Peter Varellas Adam Wright                   | mannen     | Zilver    | groepsfase: 8- 4 Verenigde Staten - China 12-11 Verenigde Staten - Italië 2- 4 Verenigde Staten - Servië 7 - 5 Verenigde Staten - Kroatië 8 - 7 Verenigde Staten - Duitsland halve finale: 10- 5 Verenigde Staten - Servië finale: 10-14 Verenigde Staten - Hongarije |
| |            |           | |
| Elizabeth Armstrong Patty Cardenas Kami Craig Natalie Golda Alison Gregorka Brittany Hayes Jamie Hipp Moriah van Norman Heather Petri Jessica Steffens Brenda Villa Lauren Wenger Elsie Windes | vrouwen    | Zilver    | groepsfase: 12-11 Verenigde Staten - China 9- 9 Verenigde Staten - Italië 12- 7 Verenigde Staten - Rusland halve finale 9- 8 Verenigde Staten - Australië finale: 8- 9 Verenigde Staten - Nederland                                                                   |

Afghanistan · Albanië · Algerije · Amerikaanse Maagdeneilanden · Amerikaans-Samoa · Andorra · Angola · Antigua en Barbuda · Argentinië · Armenië · Aruba · Australië · Azerbeidzjan · Bahama's · Bahrein · Bangladesh · Barbados · België · Belize · Benin · Bermuda · Bhutan · Bolivia · Bosnië en Herzegovina · Botswana · Brazilië · Britse Maagdeneilanden · Bulgarije · Burkina Faso · Burundi · Cambodja · Canada · Centraal-Afrikaanse Republiek · Chili · China · Chinees Taipei · Colombia · Comoren · Congo-Brazzaville · Congo-Kinshasa · Cookeilanden · Costa Rica · Cuba · Cyprus · Denemarken · Djibouti · Dominica · Dominicaanse Republiek · Duitsland · Ecuador · Egypte · El Salvador · Equatoriaal-Guinea · Eritrea · Estland · Ethiopië · Fiji · Filipijnen · Finland · Frankrijk · Gabon · Gambia · Georgië · Ghana · Grenada · Griekenland · Groot-Brittannië · Guam · Guatemala · Guinee · Guinee‑Bissau · Guyana · Haïti · Honduras · Hongarije · Hongkong · Ierland · IJsland · India · Indonesië · Irak · Iran · Israël · Italië · Ivoorkust · Jamaica · Japan · Jemen · Jordanië · Kaaimaneilanden · Kaapverdië · Kameroen · Kazachstan · Kenia · Kirgizië · Kiribati · Koeweit · Kroatië · Laos · Lesotho · Letland · Libanon · Liberia · Libië · Liechtenstein · Litouwen · Luxemburg · Macedonië · Madagaskar · Malawi · Malediven · Maleisië · Mali · Malta · Marshalleilanden · Marokko · Mauritanië · Mauritius · Mexico · Micronesië · Moldavië · Monaco · Mongolië · Montenegro · Mozambique · Myanmar · Namibië · Nauru · Nederland · Nederlandse Antillen · Nepal · Nicaragua · Nieuw-Zeeland · Niger · Nigeria · Noord-Korea · Noorwegen · Oeganda · Oekraïne · Oezbekistan · Oman · Oostenrijk · Oost‑Timor · Pakistan · Palau · Palestina · Panama · Papoea-Nieuw-Guinea · Paraguay · Peru · Polen · Portugal · Puerto Rico · Qatar · Roemenië · Rusland · Rwanda · Saint Kitts en Nevis · Saint Lucia · Saint Vincent en Grenadines · Salomonseilanden · Samoa · San Marino · Sao Tomé en Principe · Saoedi-Arabië · Senegal · Servië · Seychellen · Sierra Leone · Singapore · Slovenië · Slowakije · Soedan · Somalië · Spanje · Sri Lanka · Suriname · Swaziland · Syrië · Tadzjikistan · Tanzania · Thailand · Togo · Tonga · Trinidad en Tobago · Tsjaad · Tsjechië · Tunesië · Turkije · Turkmenistan · Tuvalu · Uruguay · Vanuatu · Venezuela · Verenigde Arabische Emiraten · Verenigde Staten · Vietnam · Wit-Rusland · Zambia · Zimbabwe · Zuid-Afrika · Zuid-Korea · Zweden · Zwitserland
Uitgesloten van deelname: Brunei